# Voltido
Voltido är en ort och kommun i provinsen Cremona i regionen Lombardiet i Italien. Kommunen hade 341 invånare (2018).